# Kokra
Die Kokra (deutsch Kanker) ist ein Fluss in Slowenien. Er entspringt im österreichisch-slowenischen Grenzgebiet in den östlichen Karawanken am Seebergsattel und mündet nach 34 Kilometern bei Kranj als linker Nebenfluss in die Sava. Das Einzugsgebiet der Kokra umfasst 221 km²; das Abflussregime ist nivo-pluvial.